# Нова Іванівка (Болградський район)
Нова́ Іва́нівка (у минулому — Єскі-Кубей, Іванове, Іванівка, Іванівка-Булгара, Болгарська Іванівка, Іванешти-Ной) — село Арцизької міської громади в Болградському районі Одеської області в Україні. Населення становило 2018 осіб станом на 2001 рік.

## Географія
Село розташоване у центрі Болградського району Одеської області. Межує з двома районами: Білгород-Дністровським і Ізмаїльським та наступними селами: Делень, Главані, Задунаївка, Виноградне, Дмитрівка, Вільне.
Знаходиться поблизу кордону з Молдовою (25 км). При поліпшенні стану дорожнього покриття є всі передумови для появи більш активного транспортного потоку.

## Історія
Виникнення Нової Іванівки пов'язане з переселенням на початку XIX століття задунайських болгар на територію Російської імперії. В Енциклопедії "Болгарія" місцем, звідки прибули переселенці, вказано село Гебедже (сучасний Белослав Варненської області Болгарії). Однак це ствердження спростовується дослідниками, що вважають, что переселенці, скоріш за все, були родом із районів поблизу міст Велико-Тирново та Плевен.
Зупинившись у 1821-1822 рр. у долині річки Киргиж-Китаю, вони на місці колишнього ногайського поселення Єскі-Кубей, заснували село, назвавши його на честь головного куратора задунайських поселенців Івана Микитовича Інзова — Іванове. Одночасно село називали Іванівкою Болгарською.
Переселенці одержували землю, на кілька років звільнялись від податків та військової служби. Спочатку вони займались скотарством, головним чином вівчарством, а потім і хліборобством.
У 1833 році село стало центром новоствореного Нижньобуджацького округу.
В 1840 р. відбулося освячення церкви Іоанна Предтечі, будівництво якої почалося в 1834 р. На її освяченні був присутній І. М. Інзов. Також у 1840 відкрилася вперше парафіяльна школа, яка через деякий час була закрита. Повторно школа відкрилася 1870 р., а наприкінці XIX століття була перетворена на двокласну. На початку ХХ ст. при школі діяла бібліотека.
У селі було з'являлося чимало кам'яних і саманних будівель, які витісняли дерев'яні хати і хворостяні селянські мазанки, вкриті здебільшого очеретом і соломою.
Селяни вирощували яру й озиму пшеницю, жито, овес, ячмінь, коноплі, льон, просо, а в 50-60 роках XIX століття почали розводити картоплю і кукурудзу. Площі під зерновими культурами постійно збільшувалися. Так, з 1869 по 1877 рік посіви ярої пшениці і кукурудзи зросли більш як у 2 рази. Землю обробляли примітивним знаряддям: дерев'яними боронами, сохами із залізним наконечником, мотиками.
Досить розвиненим на той час було городництво і садівництво. У 1871 році під городами налічувалось 25, а під садами 50 десятин землі. Через 7 років площі городів збільшились в 4 рази, а садів — у півтора раза. Лише одного вина тут вироблялось в ті роки понад 2 тис. відер. Селяни самі виготовляли одяг, взуття, чинили шкури. На ручних ткацьких верстатах виробляли з овечої вовни сукно для верхнього одягу, з конопель та льону — білу тканину. Були в селі також ковалі, теслярі, бондарі, каменярі, кравці, шевці.
У побуті жителі Іванового зберігали звичаї своїх болгарських предків. Чоловіки з ранку до ночі працювали в полі, доглядали худобу. Жінки допомагали їм, а також вели хатнє господарство. Одяг жителів зберігав риси болгарського народного вбрання. У харчуванні переважали страви болгарської кухні. У святкові та недільні дні молодь збиралася в центрі села, на так званому «мигдані», де танцювали, грали. Найулюбленішим танцем було болгарське «хоро», в якому брали участь хлопці, дівчата, а також літні люди. Часто на тому ж «мигдані» відбувались змагання з боротьби тощо. Іноді дівчата співали хороводних пісень. Осінніми та зимовими вечорами молодь збиралася на «седянках», займалася рукоділлям, співала пісень, розповідала казки.
Деякі з жителів узяли участь у Кримській війні 1853—1856 рр. у складі болгарського загону та російсько-турецькій війні 1877—1878 рр. Взимку 1877 року в селі квартирував Волинський піхотний полк і артилерійська батарея, населення виділяло для потреб армії велику кількість худоби, продуктів харчування і фуражу. Багато чоловіків було відправлено на фронти російсько-японської війни 1904—1905 рр.
Революційні події 1905—1907 років вплинули на життя мешканців Нової Іванівки. У селі було створено революційний гурток, а у лютому 1906 року на сільському сході на адресу влади висувалися вимоги соціально-економічних реформ.
У роки Першої світової війни 1914—1918 рр. значна частина працездатного населення була призвана до армії. 45 жителів села загинули, померли від ран, і зникли безвісти, на згадку про них у 1921 р. було споруджено пам'ятник.
На початку 1918 року село, як і вся Бессарабія, опинилося під владою Румунського королівства.
У 1929 році у селі було проведено Конгрес болгар Бессарабії, в якому взяли участь представники 17 сіл та розглядалися такі питання: проблеми національно-культурного розвитку, вивчення болгарської мови у школах та видання газети болгарською мовою. У 1934 році був побудований паровий млин, послугами якого користувалися жителі довколишніх сіл.
У червні 1940 року румунський окупаційний режим змінився на радянський. Село було приєднане до новоствореної Акерманської області Української РСР, що у тому ж році була перейменована на Ізмаільську область із обласним центром у Ізмаїлі.
Після захоплення румунськими та німецькими військами, з липня 1941 до серпня 1944 року село перебувало під владою Румунського королівства у складі Губернаторства Бессарабія та іменувалося пласою Іванешти-Ной. 25 серпня 1944 року було відвойоване частинами 3-го Українського фронту радянської армії.
Голод 1945—1947 років спричинив масову смертність.
З 1954 р. після ліквідації Ізмаїльської області Нова Іванівка увійшла до складу Одеської.
У 1940-1962 рр. село було районним центром Новоіванівського району, а після його ліквідації приєднане до Болградського району.
12 червня 2020 року, відповідно до Розпорядження Кабінету Міністрів України від № 724-р «Про визначення адміністративних центрів та затвердження територій територіальних громад Одеської області», увійшло до складу Арцизької міської територіальної громади.
19 липня 2020 року, в результаті адміністративно-територіальної реформи і ліквідації Арцизького району, село увійшло до складу новоутвореного Болградського району.

## Населення
У 1827 році в селі налічувалось 56 родин. Було 2 вітряки і водяний млин. У 1832 році тут проживало вже 135 родин. На кожну з них припадало 40,7 десятини землі. Всього орної землі село мало 5940 десятин.
Поступово кількість населення збільшувалась. За даними 1859 року у болгарській колонії Іваново (Єскі-Кубей) Аккерманського повіту Бессарабської області мешкало 668 осіб (335 чоловічої статі та 333 — жіночої), налічувалось 106 дворових господарств, існувала православна церква.
Станом на 1886 рік у болгарській колонії, центрі Іваново-Болгарської волості, мешкало 1165 осіб, налічувалось 167 дворових господарств, існували православна церква, школа, 2 лавки.
За переписом 1897 року кількість мешканців зросла до 1748 осіб (889 чоловічої статі та 859 — жіночої), з яких 1740 — православної віри.
Згідно з переписом 1989 року населення села становило 2623 особи, з яких 1241 чоловік та 1382 жінки.
За переписом населення 2001 року в селі мешкало 2018 осіб.

### Мова
Розподіл населення за рідною мовою за даними перепису 2001 року:
| Мова       | Відсоток |
| ---------- | -------- |
| болгарська | 88,06 %  |
| російська  | 5,3 %    |
| українська | 3,62 %   |
| гагаузька  | 1,93 %   |
| румунська  | 0,84 %   |
| вірменська | 0,15 %   |
| німецька   | 0,1 %    |

## Економіка
Площа господарської території становить 6819 тис. га. З них 5692 тис. га — сільськогосподарські угіддя. Основні види діяльності — зерновиробництво, виноградарство, легка промисловість.

## Герб та прапор
На червоному полі срібний орел із розпростертими крилами та золотим озброєнням, що тримає у кігтях золоту виноградну лозу з двома гронами та п'ятьма листями. База зелена завершена двома срібними хвилястими нитяними облямівками. Щит розміщений у золотому картуші, увінчаний золотою сільською короною та прикрашений знизу зеленою стрічкою з назвою села золотими літерами.

### Символіка
Орел символізує генерала Івана Микитовича Інзова — голову Піклувального Комітету з іноземних колоністів Південної Росії, на честь якого назване село. Виноградна лоза, яку несе орел, символізує болгарських переселенців, якими опікувався генерал у скрутні часи облаштування на новій батьківщині. Зелена геральдична база символізує родючий Буджацький степ, праця на якій дала переселенцям достаток та добробут. Дві срібні хвилясті лінії нагадують річки — і болгарський Дунай, і український Киргиж-Китай.
Виноградна лоза вказує на поширення виноградарства у селі, та є символом родючості та багатства. Зелений колір символізує свободу, родючість землі, відродження та процвітання сільського господарства, червоний — мужність, гідність та працю.

## Люди
У селі народився Кіскін Петро Христофорович (нар. 1 вересня 1923, Нова Іванівка — пом. 15 травня 1990, Кишинів) — радянський вчений в області захисту рослин і ампелографії.